# Itatim
Itatim är en kommun i Brasilien.   Den ligger i delstaten Bahia, i den östra delen av landet, 1 000 km öster om huvudstaden Brasília. Antalet invånare är 14 539.
Omgivningarna runt Itatim är huvudsakligen savann. Runt Itatim är det glesbefolkat, med 12 invånare per kvadratkilometer.